# Dzjekinde
De Dzjekinde (Russisch: Джекинде) is een 158 kilometer lange rivier in de Russische autonome republiek Sacha (Jakoetië) en vormt een zijrivier van de Tsjona in het stroomgebied van de Lena.
De rivier ontspringt in het Koebalachmeer in het zuidoostelijk deel van het Midden-Siberisch Bergland en is bevroren van de tweede helft van oktober tot midden mei. De belangrijkste zijrivier is de 25-kilometer lange Tsjacgdaly aan rechterzijde.